# بيلي إيرل
بيلي إيرل (بالإنجليزية: Billy Earle)‏ هو لاعب كرة قاعدة أمريكي، ولد في 10 نوفمبر 1867 في فيلادلفيا في الولايات المتحدة، وتوفي في 30 مايو 1946 في أوماها في الولايات المتحدة.

## وصلات خارجية
- بيلي إيرل على موقعبيزبول رفرنس.كوم (الدوري الرئيسي) (الإنجليزية)
- بيلي إيرل على موقعبيزبول رفرنس.كوم (الدوري الثانوي) (الإنجليزية)